# Flughafen München Franz Josef Strauß

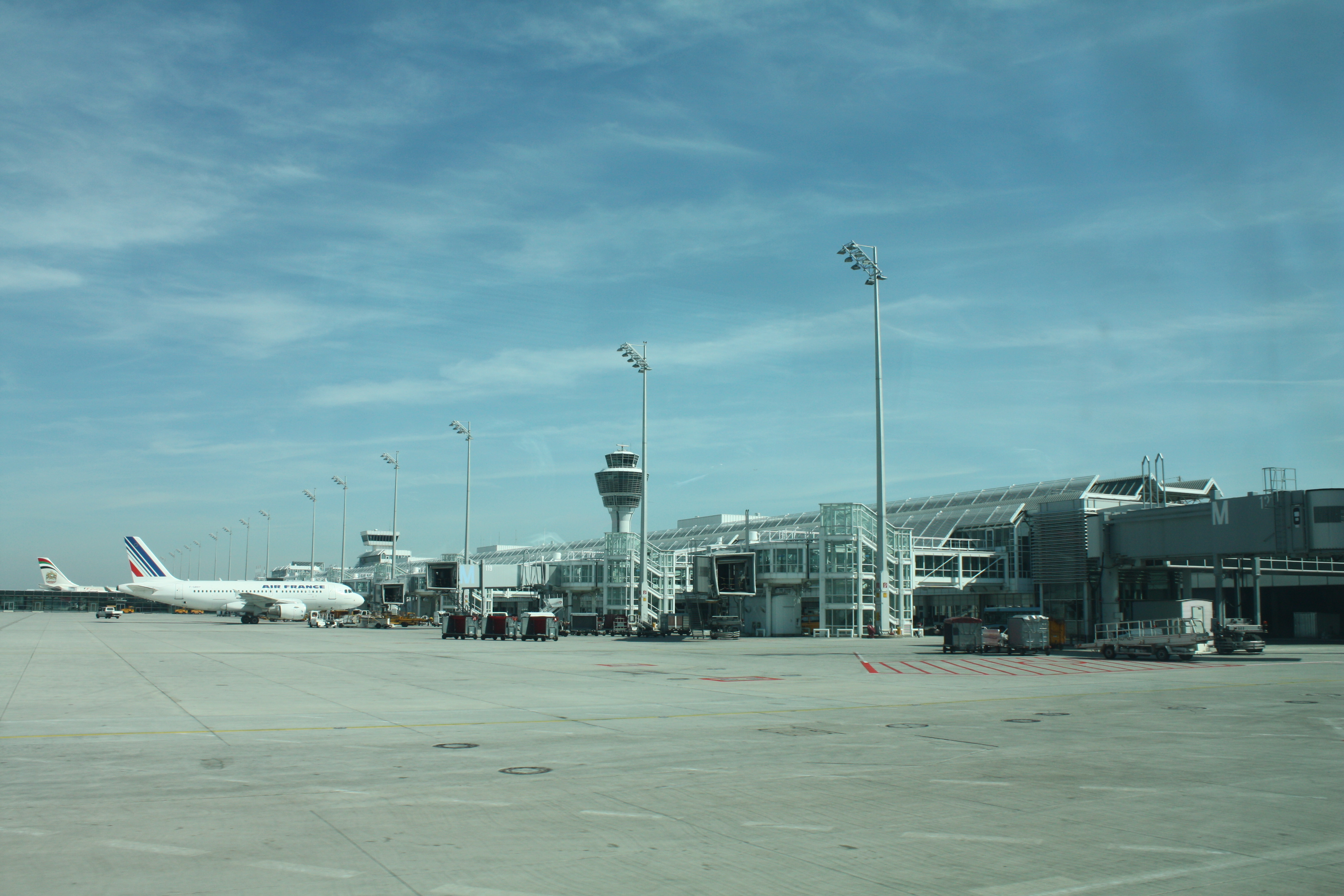
Terminal 1 in 2011

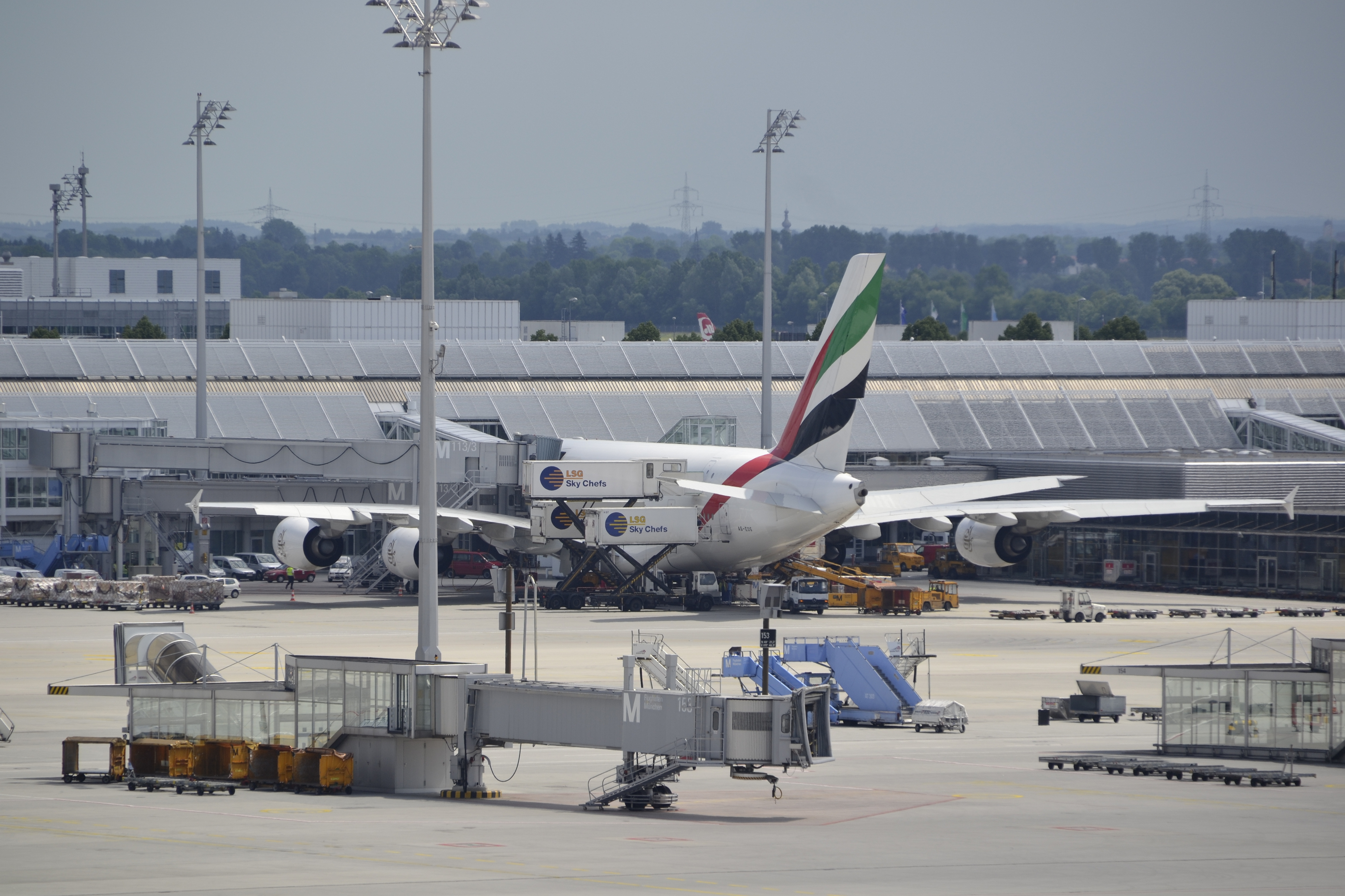
Airbus A380 van Emirates Airlines bij Terminal 1

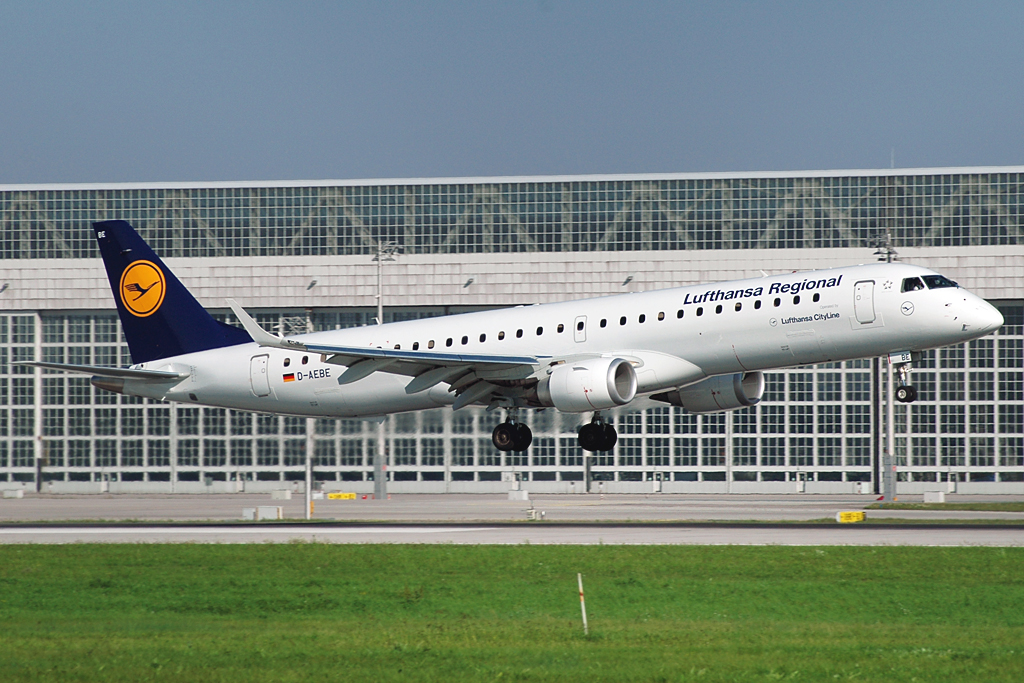
Lufthansa Regional Embraer E195 bij München

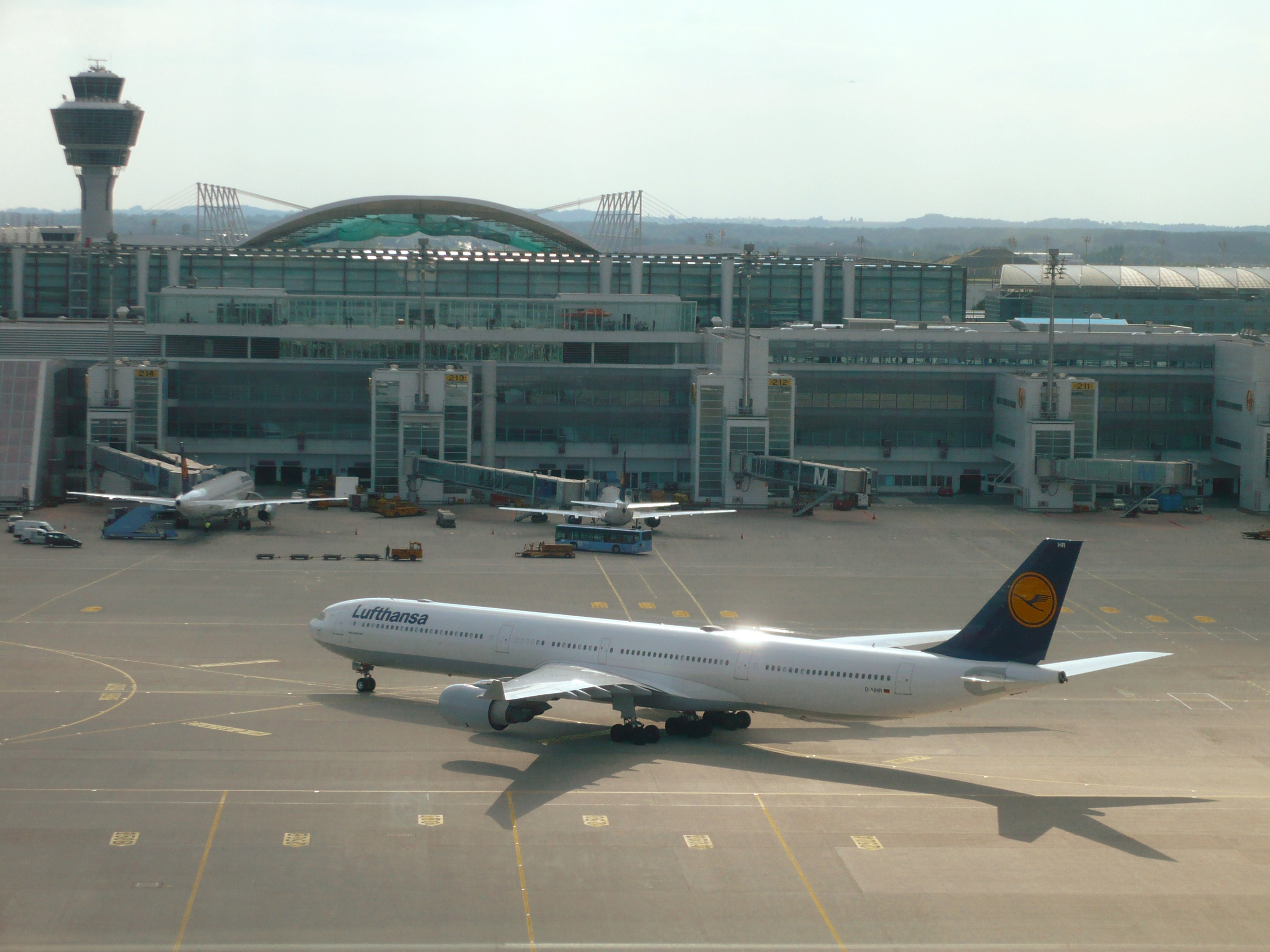
Airbus A340-600 van Lufthansa bij Terminal 2

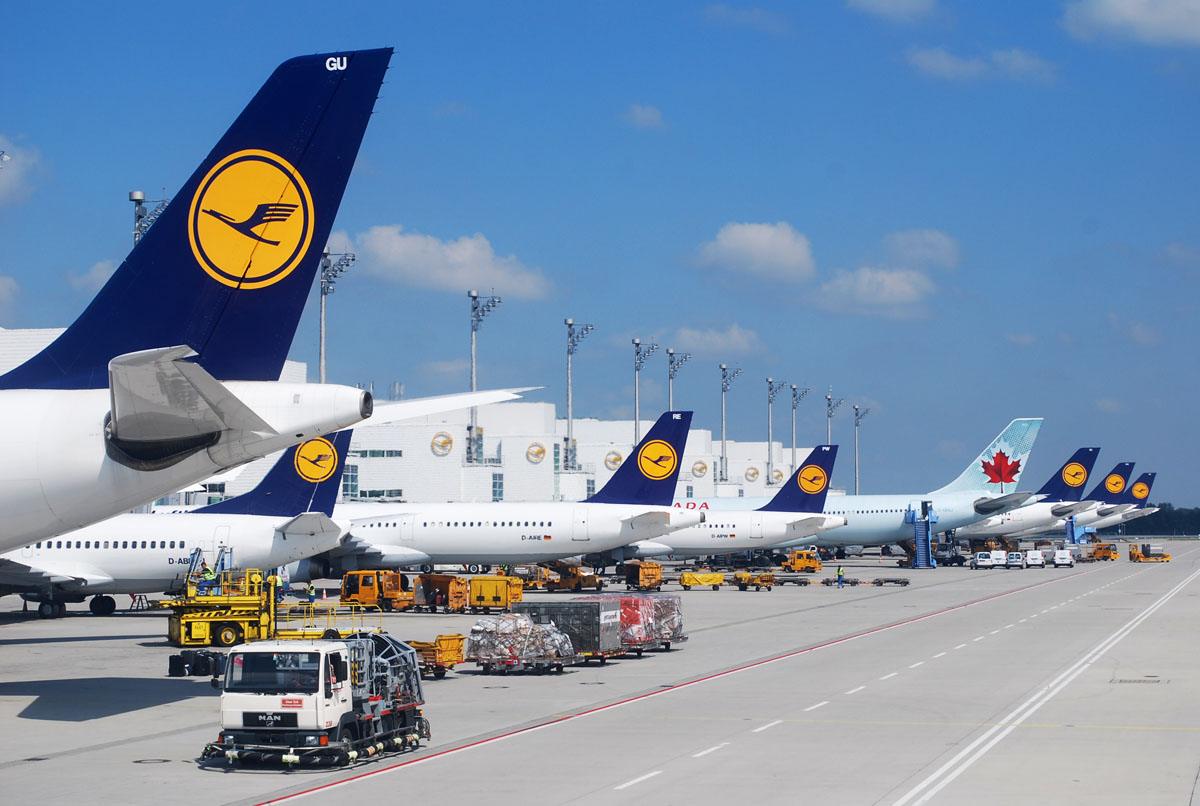
Terminal 2 met vliegtuigen van Lufthansa en een van Air Canada

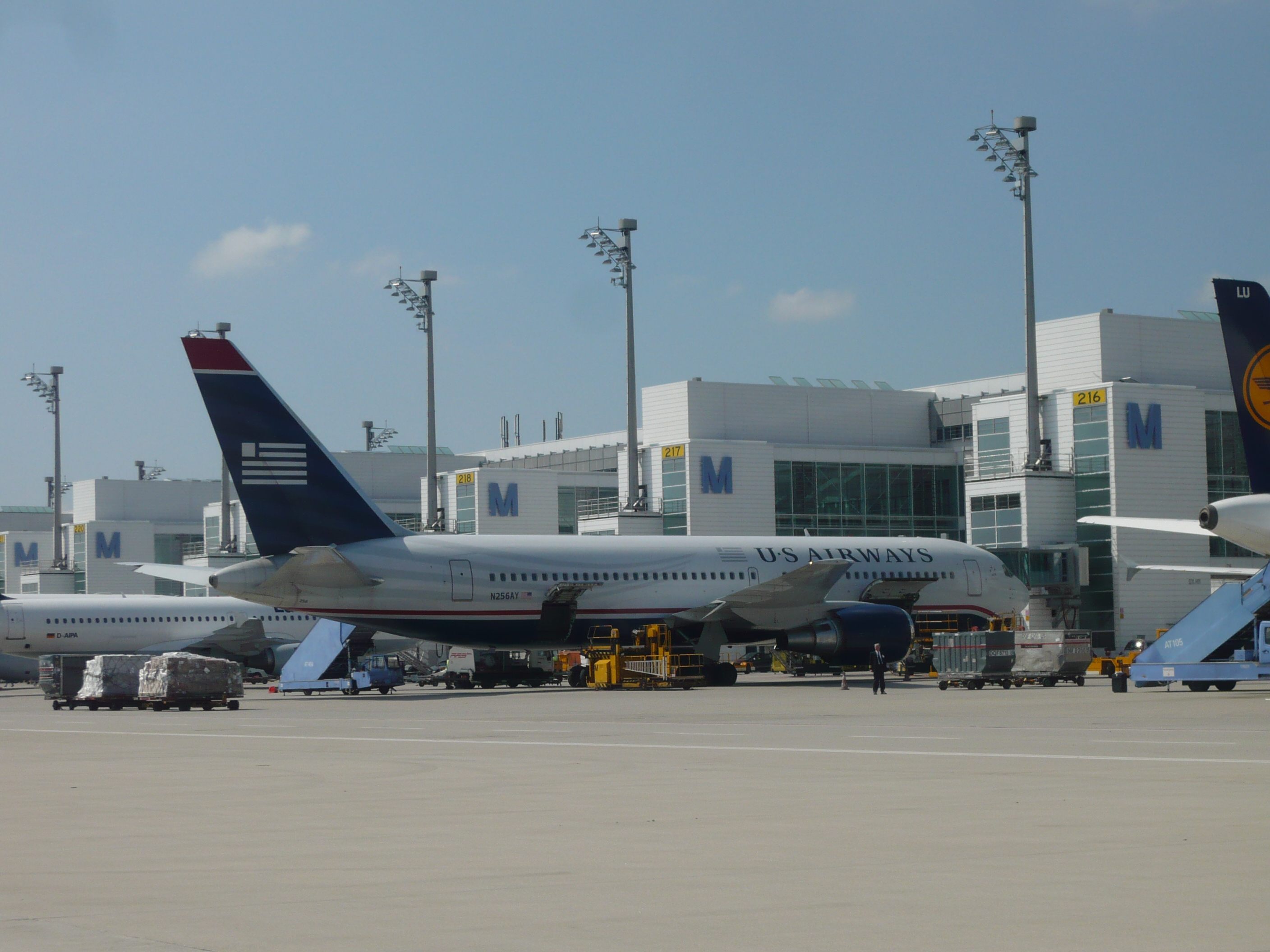
Boeing 767-200ER van US Airways bij Terminal 2

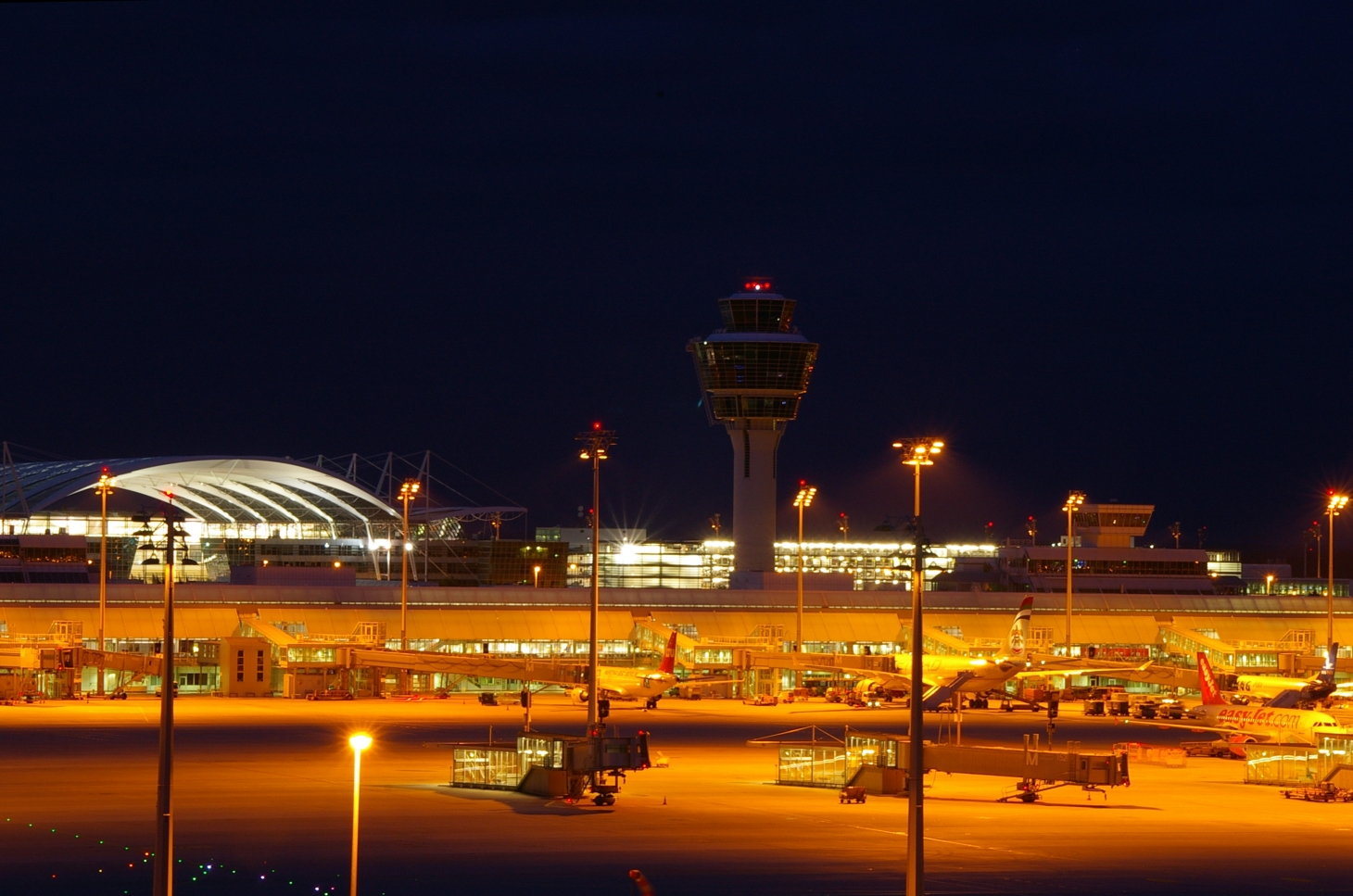
Luchthaven München bij nacht

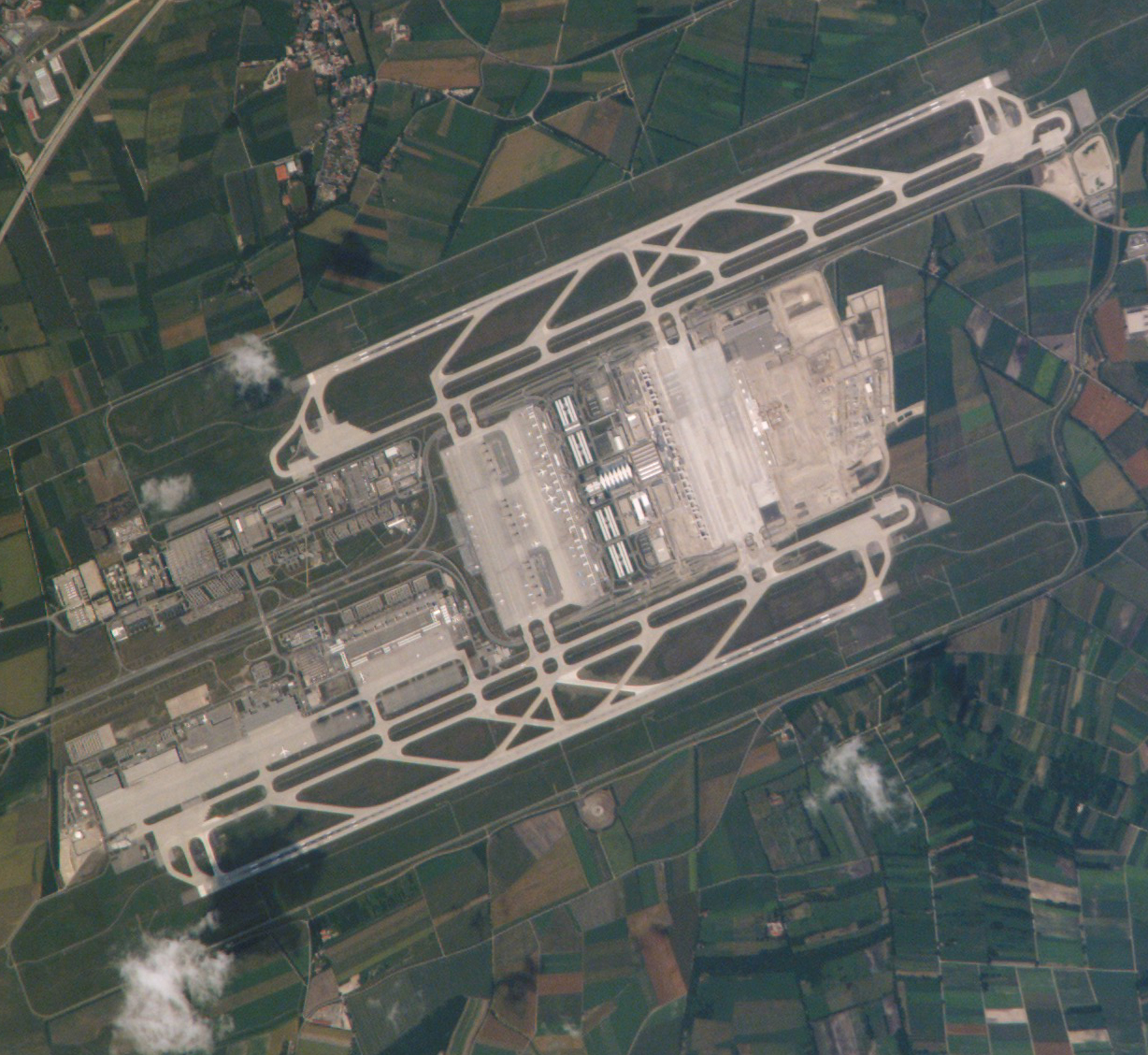
Satellietfoto uit 2002 met Terminal 2 in aanbouw

De Luchthaven München (Duits: Flughafen München Franz Josef Strauß), is een Duitse luchthaven, 28 kilometer ten noordoosten van de stad München.
Het vliegveld werd geopend in mei 1992, omdat de oude Luchthaven München-Riem, in Riem slechts zeven kilometer ten oosten van het stadscentrum gelegen, te weinig capaciteit had.
De luchthaven is een van de twee hubs van Lufthansa, en bovendien de grootste hub van Duitsland, na de luchthaven van Frankfurt. Een tweede terminal werd in 2003 in gebruik genomen, de eerste terminal werd tien jaar later grondig gemoderniseerd.  De luchthaven heeft twee start- en landingsbanen, maar er zijn al sinds 2005 plannen voor een derde baan, die parallel zou komen te liggen aan de bestaande twee banen. De plannen stuitten op protest van omwonenden en natuurbeschermingsverenigingen. De tegenstanders blokkeerden met gerechtelijke procedures de bouw gedurende meer dan 10 jaar. In 2018 besloot de Beierse politiek het hele project tot 2023 te pauzeren.
In 1992 waren er 12.018.202 passagiers, in 2000 was dit gestegen tot 23.125.872. In 2008 waren er meer dan 34 miljoen passagiers die gebruikmaakten van de luchthaven, en in 2015 ging het passagiersaantal een eerste jaar over de 40 miljoen. In 2018 werden 46.253.623 passagiers verwelkomd en 368.377 ton vracht. Het aantal vluchtbewegingen steeg van 192.153 in 1992 tot 413.469 in 2018. Dat was evenwel niet het hoogste getal sinds de start van de luchthaven, want in 2008 werden 432.296 vluchtbewegingen geregistreerd.
Ook de Nederlandse luchtvaartmaatschappij Transavia had van maart 2016 tot oktober 2017 een hub op het vliegveld. Transavia behield na de snelle sluiting op 26 oktober 2017 de routes vanaf Schiphol en Eindhoven Airport naar München. Vanaf maart 2018 startte Nordica met een lijndienst naar Groningen, de verbinding Groningen - München werd weer gestaakt op 29 december 2018.
Onder de terminal bevindt zich het ondergrondse treinstation München Flughafen. Hier vertrekken regionale treinen en de  
S1 en S8 van de S-Bahn van München over verschillende routes naar het centrum van de stad. Ook rijden er rechtstreekse bussen van Lufthansa naar het centrum. 